# Ordine al merito costituzionale
L'Ordine al merito costituzionale è un ordine cavalleresco spagnolo.

## Storia
L'ordine è stato istituito dal governo di Felipe González con il real decreto del 18 novembre 1988 per premiare coloro che si sono distinti «al servizio della Costituzione e dei valori e principi da essa stabiliti» e può essere concesso «sia a persone fisiche che giuridiche, pubbliche o private, spagnole o straniere».

## Insegne
L'insegna è una medaglia ovale in argento placcato in oro recante al dritto l'emblema nazionale su sfondo blu e la scritta "Al merito costituzionale". Alle persone giuridiche è consegnata una targa d'onore. Gli insigniti ricevono il trattamento di "eccellenza". Le regole dell'ordine sono state modificate l'11 novembre 2003.